# Твердопаливний ракетний прискорювач

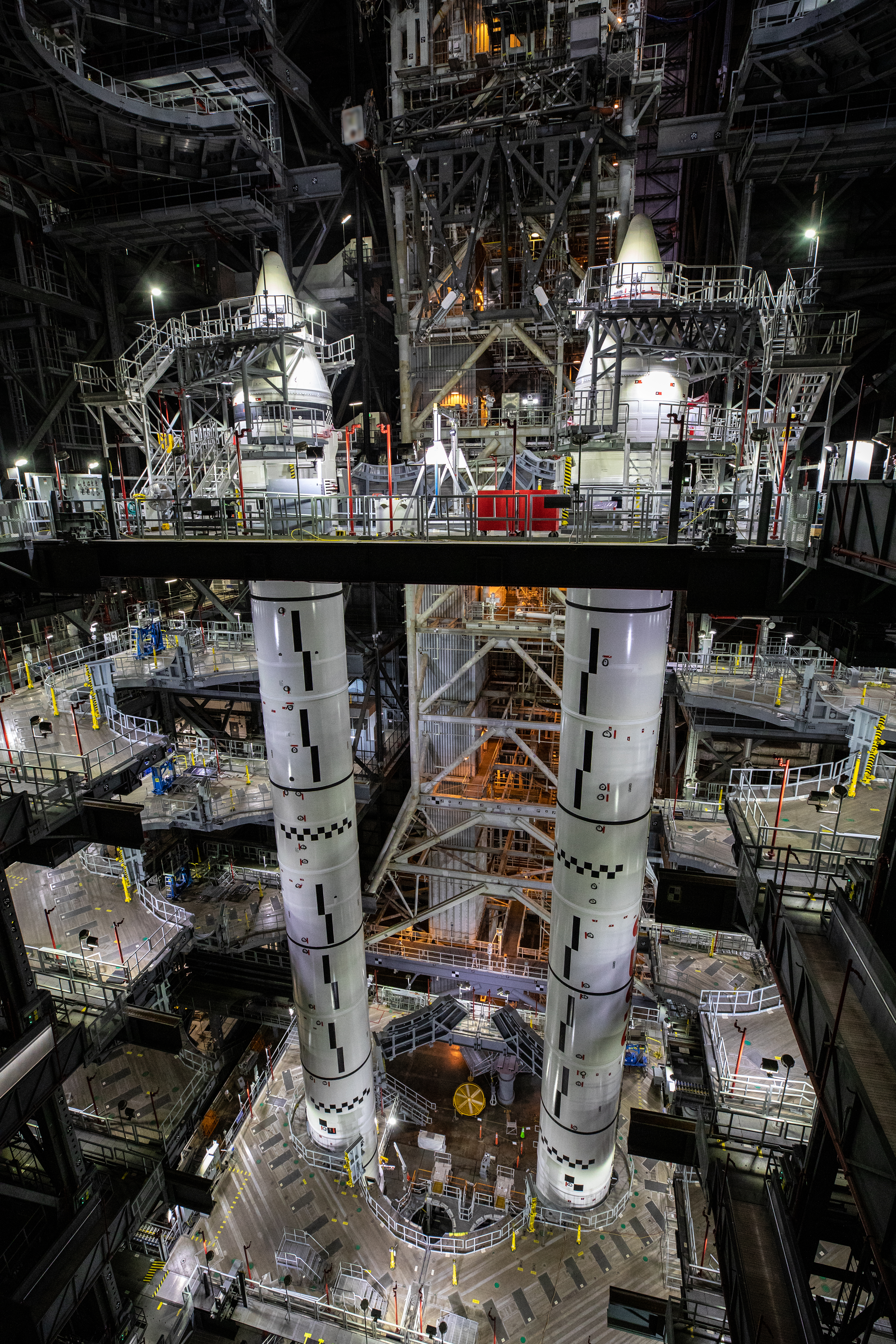
Твердолітні ракетні прискорювачі "Артеміс-1".

Твердотопливний ракетний прискорювач (англ. Solid rocket booster, SRB) — це великий двигун на твердому паливі, який використовується для забезпечення тяги при запуску космічного корабля від початкового запуску до першого підйому. Багато ракет-носіїв, включаючи Atlas V, SLS і космічний човник, використовували SRB, щоб надати ракетам-носіям більшу частину тяги, необхідної для виведення апарата на орбіту. Космічний човник використовував два космічних човника SRB, які були найбільшими твердопаливними двигунами з коли-небудь створених і першими, розробленими для відновлення та повторного використання. Паливо для кожного твердотільного ракетного двигуна на космічному човнику важило приблизно 500 000 кілограмів.

## Переваги
Порівняно з ракетами на рідкому паливі твердопаливні двигуни SRM були здатні забезпечувати велику тягу завдяки відносно простій конструкції. Вони забезпечують більшу тягу без значних вимог до охолодження та ізоляції та виробляють велику тягу для свого розміру. Додавання відокремлюваних SRB до транспортного засобу, який також оснащений рідинними ракетами, відомим як щандінг, зменшує кількість необхідного рідкого палива та зменшує масу пускової установки. Тверді прискорювачі дешевше проектувати, випробувати та виробляти в довгостроковій перспективі порівняно з еквівалентними рідинними прискорювачами. Повторне використання компонентів у кількох рейсах, як у збірці Shuttle, також зменшило витрати на обладнання.
Одним із прикладів підвищених характеристик, які забезпечують SRB, є ракета Ariane 4. Базова модель 40 без додаткових прискорювачів була здатна  підняття корисного вантажу вагою 2175 кг на геостаціонарну орбіту. Модель 44P з 4 суцільними прискорювачами має корисне навантаження 3465 кг на ту саму орбіту.

## Недоліки
Твердопаливні прискорювачі не піддаються управлінню і, як правило, повинні горіти до вичерпання сил після запалювання, на відміну від систем двигуна на рідкому паливі чи холодному газі . Однак системи припинення запуску та системи знищення безпеки на дальності можуть намагатися перекрити потік пороху за допомогою кумулятивних зарядів. Станом на  1986  оцінки частоти невдач SRB коливаються від 1 на 1000 до 1 на 100 000. Асамблеї SRB раптово і катастрофічно вийшли з ладу. Блокування або деформація сопла може призвести до надлишкового тиску або зниження тяги, тоді як дефекти в корпусі бустера або з’єднаннях ступенів можуть призвести до розриву вузла через збільшення аеродинамічних навантажень. Додаткові режими відмови включають у себе заглушення стовбура і нестабільність горіння.  Несправність ущільнювального кільця на правому твердопаливному ракетному прискорювачі шатла «Челленджер» призвела до його розпаду незабаром після старту.
Твердотопливні ракетні двигуни можуть становити небезпеку при експлуатації на землі, оскільки повністю заправлений ракетний прискорювач несе ризик випадкового займання. Така аварія сталася під час вибуху бразильської ракети в серпні 2003 року на бразильському пусковому майданчику Алкантара VLS, убивши 21 техніка.

## Дивись також
- Твердопаливна ракета